# 탄자니아 국립 경기장
탄자니아 국립 경기장(National Stadium) 또는 우후루 경기장(Uhuru Stadium)은 탄자니아 다르에스살람에 위치한 경기장이다. 이곳에서는 탄자니아의 국민적인 스포츠인 축구 경기가 열린다. 또한, 탄자니아의 독립 기념일인 12월 9일에는 매년 이곳에서 식전행사를 행하기도 한다.